# Grill (slægt)
Slægten Grill er i Sverige kendt som en succesfuld og indflydelsesrig familie, som kan spore sine aner til det sydlige Tyskland. Dér er slægten kendt for dens bidrag til den svenske jernindustri og for eksport af jern og kobber i det 18. århundrede. I Sverige har slægten to grene - Garphyttegrenen og Godegårdsgrenen. I løbet af 1700-tallet blev familien beskrevet som medlemmer af Skeppsbroadeln (da: Skepsbroadelen). Grill slægten er inkluderet i den svenske "Ointroducerad adels förenings" kalender. Slægten har gennem tiderne ejet adskillige prominente ejendomme - inklusiv herregårde (Arvefyrstens Palads, Svindersvik og Grillska Gården) og centrale bygninger i bl.a. Stockholm (Grillska Huset).
Slægten kan spores tilbage til Augsburg i Tyskland hvor borgeren Andreas Grill, d. 29. juni 1571 fik Tysk-Romersk borgerligt våbenbrev, med våben.

## Våbenskjold
Originalversionen af brevet med våbenskjold er ikke længere bevaret, men i 1679 og 1682 blev der lavet to bekræftede kopier i Augsburg, sandsynligvis for at blive overdraget til slægtninge i Holland og Sverige. 

## Oprindelse
Den 29. juni 1571 modtog Andreas Grill, borger i Augsburg, borgervåben (se evt. patricier eller borger) i patenteret brev fra en greve, Timotheus Jung, i Det Hellige Romerske Rige. Navnet Grill kommer muligvis fra det italienske Grillo, der betyder fårekylling. Denne teori underbygges af at slægtens våbenskjold viser en trane, der holder en fårekylling i sit næb.

## Den Danske Slægt
Baseret på slægtsforskning udført af familiemedlemmer fra Odense, kan den danske slægtsgren ligeledes føres tilbage til Tyskland.
- Andreas Grill (modtog våbenbrev i Augsburg)
- Baltazar/Balthasar Grill (* 1568, † 1614)[6]
- Andries/Andreas Grill (* 1604)[6]
- Andreas/Andries (Gallus) Grill (registreret i Holland (* ∼1650))
- Antoni Grill (* ∼1687)
- Johann Grill
- Johan Adam Grill (af Eisenach (* 1746) gift med Magdalena Christi(a)na Hanniken)
- Johan Ditlev Mathias Grill (* 1.5.1782/84 Rendsburg, † 7.4.1840 Skanderborg)
- Fritz Edvard Nicolai Grill (* 24.7.1814 Skanderborg, † 15.1.1888 Odense, Skt. Knud sogn)